# Třída Monmouth
Třída Monmouth byla třída pancéřových křižníků Britského královského námořnictva. Jejich hlavním účelem byla ochrana námořního obchodu. Celkem bylo postaveno deset jednotek této třídy. Ve službě byly v letech 1903–1921. Devět křižníků se účastnilo první světové války (jeden ztroskotal ještě před jejím začátkem). Ve válce byl jeden potopen. Ostatní byly do roku 1921 prodány do šrotu.

## Stavba

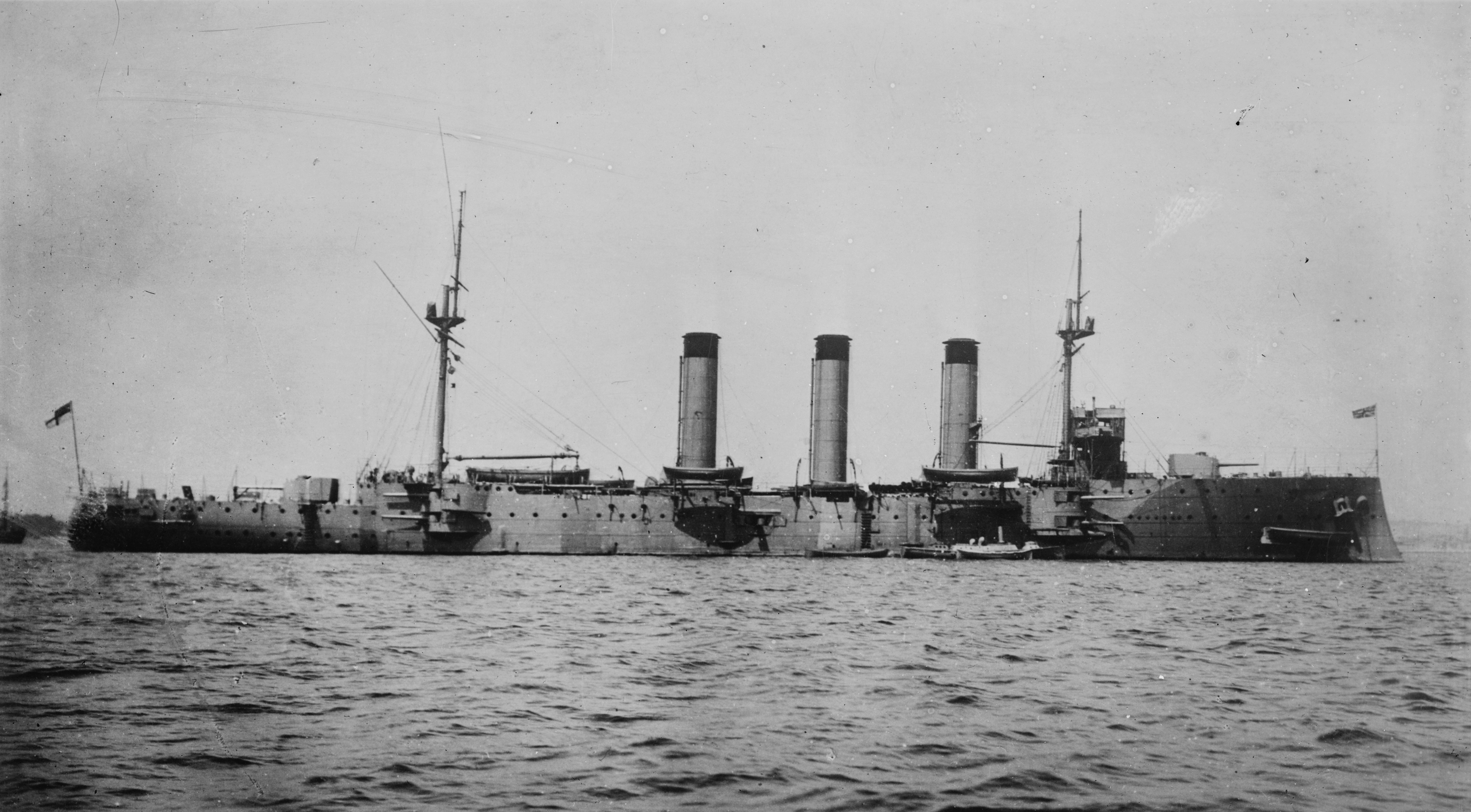
HMS Suffolk

Stavba desetikusové série pancéřových křižníků této třídy byla reakcí na nárůst počtu této kategorie lodí v konkurenčních námořnictvech (zejména ve francouzském námořnictvu). Jejich stavba proběhla v rámci stavebních programů pro roky 1898/1899, 1899/1900 a 1900/1901. Oproti předcházející třídě Drake byly menší, hůře vyzbrojené (vypuštěny byly těžké 234mm kanóny) a slaběji pancéřované. Naopak rychlost zůstala zachována. Vzniklá plavidla měla být levnější, vhodnější pro stavbu ve větších sériích a i díky menší posádce levnější na provoz. Vysloužily si však silnou kritiku kvůli nedostatečné výzbroji, takže mnoha kritiky nebyly považovány za plnohodnotné křižníky první třídy. Deset jednotek bylo postaveno v letech 1899–1904.
Jednotky třídy Monmouth:
| Jméno      | Loděnice                  | Založení kýlu   | Spuštěna           | Vstup do služby    | Poznámka                                          |
| ---------- | ------------------------- | --------------- | ------------------ | ------------------ | ------------------------------------------------- |
| Bedford    | Fairfield, Govan          | 19. února 1900  | 31. srpna 1901     | 11. listopadu 1903 | Dne 21. ledna 1910 ztroskotal.                    |
| Berwick    | Beardmore, Dalmuir        | 19. dubna 1901  | 20. září 1902      | 9. prosince 1903   | Prodán do šrotu 1920.                             |
| Cornwall   | Pembroke Dockyard         | 11. března 1901 | 29. října 1902     | 1. prosince 1904   | Prodán do šrotu 1920.                             |
| Cumberland | London & Glasgow, Glasgow | 19. února 1901  | 16. prosince 1902  | 1. prosince 1904   | Prodán do šrotu 1921.                             |
| Donegal    | Fairfield, Govan          | 14. února 1901  | 4. září 1902       | 5. listopadu 1903  | Prodán do šrotu 1920.                             |
| Essex      | Pembroke Dockyard         | 1. ledna 1900   | 29. srpna 1901     | 22. března 1904    | Prodán do šrotu 1921.                             |
| Kent       | Portsmouth Dockyard       | 12. února 1900  | 6. března 1901     | 1. října 1903      | Prodán do šrotu 1920.                             |
| Lancaster  | Armstrong, Elswick        | 4. března 1901  | 22. března 1902    | 5. dubna 1904      | Prodán do šrotu 1920.                             |
| Monmouth   | London & Glasgow, Glasgow | 29. srpna 1899  | 13. listopadu 1901 | 2. prosince 1903   | Dne 1. listopadu 1914 potopen v bitvě u Coronelu. |
| Suffolk    | Portsmouth Dockyard       | 25. března 1901 | 15. ledna 1903     | 21. května 1904    | Prodán do šrotu 1920.                             |

## Konstrukce

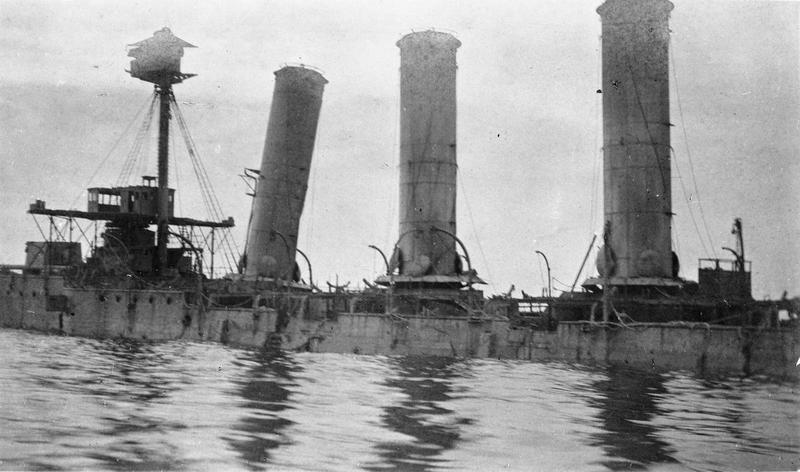
Vrak pancéřového křižníku HMS Bedford

Byly to jediné britské pancéřové křižníky mající pouze tři komíny. Jejich hlavní výzbroj tvořilo čtrnáct 152mm kanónů, které byly umístěny ve dvou dvoudělových věžích a v kasematech. Doplňovalo je deset 76mm kanónů, tří 47mm kanóny a dva 457mm torpédomety. Pohonný systém tvořilo 31 kotlů Belleville (Berwick a Suffolk měly kotle Niclausse a Cornwall kotle Babcock) a dva čtyřválcové parní stroje s trojnásobnou expanzí, o výkonu 22 000 ihp, pohánějící dva lodní šrouby. Nejvyšší rychlost dosahovala 23 uzlů.

## Osudy

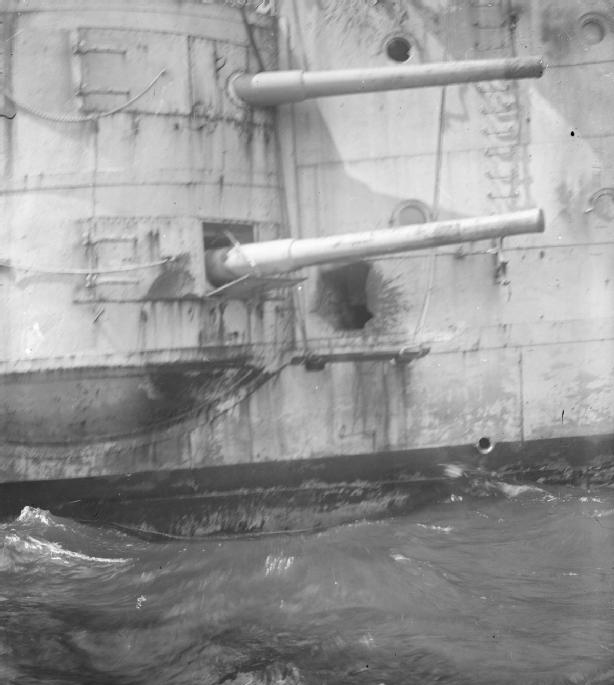
Detail dvoupatrové kasematy křižníku HMS Kent s poškozením z bitvy u Falklandských ostrovů

Bedford ztroskotal dne 21. srpna 1910 v Čínském moři. Zbylé křižníky se účastnily bojů první světové války. Monmouth byl potopen v bitvě u Coronelu dne 1. listopadu 1914, palbou německých křižníků SMS Gneisenau a SMS Nürnberg. Potopil se s celou posádkou 700 mužů.
Kent a Cornwall se účastnily zničení německé východoasijské eskadry admirála Spee v bitvě u Falklandských ostrovů. Kent dále dne 14. března 1915 ve spolupráci s křižníkem HMS Glasgow potopil německý lehký křižník SMS Dresden. Osm lodí první světovou válku přečkalo a skončilo v hutích.